# São Félix da Marinha
São Félix da Marinha est une freguesia portugaise située dans le District de Porto.
Elle a une superficie de 9 km² et une population de 11 171 habitants (2001).